# Hosianna Mantra
Hosianna Mantra is een album uit 1972 van de Duitse rockgroep Popol Vuh. Het is het derde album van de band. In tegenstelling tot de vorige albums, verlaat de groep hier grotendeels de elektronische synthesizergeluiden en is het album opgebouwd rond akoestische instrumenten, met zang van de Koreaanse sopraan Djong Yun. Muzikaal slaat het album een brug tussen Westerse religieuze muziek en Oosterse meditatiemuziek, zoals de titel van het album ook suggereert. Het album haalt ook inspiratie uit teksten van Martin Buber.

## Musici
- Florian Fricke: piano, klavecimbel
- Conny Veit: elektrische gitaar, 12-snarige gitaar
- Robert Eliscu: hobo
- Djong Yun: sopraan
- Klaus Wiese: tambura

Gastmuzikant:
- Fritz Sonnleitner: viool

## Muziek
Alle muziek van Florian Fricke 

| Nr. | Titel                | Duur  |
| --- | -------------------- | ----- |
| 1.  | Ah!                  | 4:46  |
| 2.  | Kyrie                | 5:23  |
| 3.  | Hosianna Mantra      | 10:09 |
| 4.  | Abschied             | 3:14  |
| 5.  | Segnung              | 6:07  |
| 6.  | Andacht, part 1      | 0:47  |
| 7.  | Nicht hoch im Himmel | 6:18  |
| 8.  | Andacht, part 2      | 0:46  |
| 9.  | Maria (Ave Maria)    | 4:29  |

De tweede kant van de elpee (tracks 4 tot 8) heet "Das V. Buch Mose", de Duitse naam voor het Bijbelboek Deuteronomium.
Op een cd-heruitgave uit 2004 op het label SPV is als bonustrack het nummer Maria (Ave Maria) opgenomen. Dat werd in 1972 uitgebracht als solosingle van Djong Yun op United Artists (B-kant: Du sollst leben). Beide titels geschreven door Bettina Fricke, de vrouw van Florian Fricke.